# Shoshone (Idaho)
Shoshone város az Amerikai Egyesült Államok Idaho államában, Lincoln megyében, melynek megyeszékhelye. Lakosainak száma 1653 fő (2020. április 1.).

## Népesség
A település népességének változása:

| 2010 | 1 461 |
| 2020 | 1 653 |